# کاتولیک برگشته
کاتولیکِ برگشته کسی است که از ایمان کاتولیک و عشای ربانی دست کشیده‌است. چنین شخصی ممکن است هنوز هم به عنوان کاتولیک نامیده شود.